# Mātakitaki River
Der Matakitaki River ist ein Fluss im Norden der Südinsel Neuseelands.

## Geographie
Der Matakitaki River ist ein Zufluss zum Oberlauf des Buller River. Er bildet sich aus zwei Flussläufen in den Spenser Mountains, nördlich des Lewis Pass, dem West Branch Matakitaki River und East Branch Matakitaki River und mündet nach 65 km bei Murchison in den Buller River. Der Fluss fließt zuerst in nördlicher Richtung, biegt dann nach Westen ab, später erneut nach Norden. Kurz danach erreicht er die Streusiedlung Matakitaki, später Six Mile und dann Murchison.  Das Flussgebiet ist mit Ausnahme der beiden Siedlungen nahezu unbewohnt: Eine Nebenstraße führt von Murchison das Tal bis Matikati aufwärts, eine weitere Straße verbindet Maakitaki mit Burnbrae am etwa parallel verlaufenden State Highway 65 im Westen.
Der Matakitaki River hat mit dem Glenroy River einen größeren Zufluss.

## Nutzung
Der Fluss wird in zwei Abschnitten zum Wildwasserfahren genutzt. Der Energieversorger Network Tasman plante am Oberlauf ein 30-MW-Wasserkraftwerk zu bauen, stellte aber 2012 die Planung wegen ökonomischen Unwägbarkeiten ein und verkaufte 2013 das für das Vorhaben vorgesehene Land.